# Chickathimmanahalli, Madhugiri
Chickathimmanahalli là một làng thuộc tehsil Madhugiri, huyện Tumkur, bang Karnataka, Ấn Độ.